# Lars Krutak
Lars Krutak (Lincoln, Nebraska, 1971. április 14. –) amerikai antropológus, fényképész és író. A tetoválások körében végzett kutatásairól ismert. Műsorában, a 10 részes Tetkóvadász című sorozatban, amelyet a Discovery Channel sugárzott, az őslakos népek tetoválási szokásait mutatta be. Napjainkban a Smithsonian Intézetben dolgozik Washingtonban.

## Pályafutása
Apja utazó geológus volt, aki családjával 1979-ben Mexikóvárosba költözött, majd ezt követően számos államban lakott a család, így Louisianában, Texasban és Coloradóban. Apai ágon szlovák származású, nagyanyja magyar volt. Krutak a boulderi Colorado Egyetemre járt, ahol művészettörténetet és antropológiát tanult. Miután megszerezte a diplomáját, 1993-ban San Franciscóba költözött, ahol galériai preparátorként dolgozott az amerikai pop-art művész, Wayne Thiebaud fiának szárnyai alatt.
1996-ban Krutak a fairbanksi alaszka Egyetemre iratkozott be, ahol szakdolgozata, az Egyszerre egy karcolás: az ivalu és szivuqaq tetoválás a Szent-Lőrinc-sziget őslakos népének tetoválási szokásaira összpontosított.
Egy ideig a Cambridge-i Egyetemre is járt, ahol a doktori tanulmányait kezdte el, de 1998-ban visszatért Amerikába, hogy az Amerikai Indián Nemzeti Múzeumban dolgozzon, 2002-ig dolgozott ott, Észak-Amerika és Mexikó őslakos népeinek szent és szertartási tárgyainak visszatérését kutatva. 1998 és 2003 között az OSCE-nek is dolgozott, ahol a korábbi Jugoszlávia választási reformjaival foglalkozott.
2002 óta a National Geographic Channel számára dolgozott antropológus konzultánsként és jelölték az Amerikai Könyv-díjra 2003-ban. Doktori tanulmányait végül az Arizonai Állami Egyetemen végezte el 2005 és 2009 között, kutatási témája a mexikói rámamuri nép turizmusra gyakorolt hatása volt.
Lars Krutak házas, felesége Heidi Rausch, van egy gyerekük, Neena.

## Munkái
2007-ben publikálta első könyvét, a törzsi nők tetováló művészetéről, melyben világszerte gyűjtött több mint egy évtizedes kutatási eredményeit foglalta össze.
2010 augusztusában fog új könyvet kiadni a Fülöp-szigeteki kalingák ősi tetoválásairól, melyben segítségére lesz Natividad Sugguiyao is.
Hogy megértse a tetoválásokat és hogy az emberek miért viselik, Krutak maga is számos tetoválással törzsi rendelkezik, melyeket Beninben, Etiópiában, Mozambikban, Borneón, Pápua Új-Guineán, Indonéziában vagy a Fülöp-szigeteken szerzett.
Kutatási eredményei rendszeresen publikálja német (TätowierMagazin), angol (Skin Deep) és amerikai (Skin & Ink Magazine) magazinokban.

## Fordítás
- Ez a szócikk részben vagy egészben  a   Lars Krutak című angol Wikipédia-szócikk ezen változatának fordításán alapul.  Az eredeti cikk szerkesztőit annak laptörténete sorolja fel. Ez a jelzés csupán a megfogalmazás eredetét és a szerzői jogokat jelzi, nem szolgál a cikkben szereplő információk forrásmegjelöléseként.